# Mario Suckert
Mario Suckert (* 19. Februar 1962 in Erfurt) ist ein deutscher politischer Beamter. Er ist seit 2024 Staatssekretär im Thüringer Ministerium für Wirtschaft, Landwirtschaft und Ländlichen Raum.

## Leben

### Ausbildung
Suckert besuchte von 1968 bis 1978 die polytechnische Oberschule und erreichte die 10. Klasse. Sodann absolvierte er von 1978 bis 1980 eine Berufsausbildung zum Vermessungsfacharbeiter beim VEB Geodäsie und Kartographie. Im Anschluss besuchte er von 1980 bis 1982 die Volkshochschule Erfurt und erlangte das Abitur. Er studierte von 1984 bis 1989 chemische Verfahrenstechnik an der Technischen Hochschule Carl Schorlemmer Merseburg und erreichte den Abschluss Diplom-Ingenieur.

### Beruf
Suckert war nach der Berufsausbildung von 1980 bis 1983 zunächst Vermessungsfacharbeiter in der Ingenieurgeodäsie beim VEB Geodäsie und Kartographie. Nach Abschluss des Studiums arbeitete er von 1989 bis 1991 als Forschungsingenieur beim Chemieanlagenbau Erfurt-Rudisleben. Er trat 1992 in den Dienst des Freistaates Thüringen und arbeitete von 1992 bis 2004 als Referent und Leiter des Referates für Immissionsschutz und Abfallwirtschaft im Thüringer Landesverwaltungsamt. Anschließend war er von 2004 bis 2008 Amtsleiter des Staatlichen Umweltamtes Gera. Nach der Auflösung der Staatlichen Umweltämter kehrte er in das Thüringer Landesverwaltungsamt zurück, wo er von 2008 bis 2018 als Leiter des Referates für Immissionsschutz und stellvertretender Leiter der Abteilung für Umwelt sowie schließlich Abteilungsleiter für Umwelt tätig war. Im Zuge der Funktional- und Verwaltungsreform übernahm er 2019 das Amt des Präsidenten des neu geschaffenen Thüringer Landesamtes für Umwelt, Bergbau und Naturschutz.
Am 17. Dezember 2024 wurde Suckert unter Ministerin Colette Boos-John (CDU) zum Staatssekretär im Thüringer Ministerium für Wirtschaft, Landwirtschaft und Ländlichen Raum ernannt.